# Сцена Палм-Дезерт
Сцена Палм-Дезерт (англ. Palm Desert Scene) — условное обозначение группы музыкальных коллективов, связанных с городом Палм-Дезерт в Южной Калифорнии. Их звучание, зачастую именующееся «дезерт-роком», является смесью психоделического рока, блюза и хард-рока; в отдельных случаях наблюдается влияние хардкор-панка, дум-метала, спейс-рока и даже сладжа. Журнал Blender назвал Палм-Дезерт «одним из семи лучших рок-н-ролльных городов в Америке».

## Характеристика
Термин «дезерт-рок» стал практически синонимичен стоунер-року, однако не всё то стоунер, что относится к Палм-Дезерт. Также благодаря своим корням, уходящим к группам, игравшим в барах, многие коллективы отличаются явным наличием блюза. Типичными инструментами являются электрогитара, бас-гитара и ударная установка. Зачастую, сцена Палм-Дезерт ассоциируется с употреблением психоактивных веществ, тяжёлыми риффами и игрой в пустыне.
Музыканты часто играют в несколько группах одновременно, что способствует высокому уровню сотрудничества между коллективами. Сцена Палм-Дезерт известна своими пионерами стоунер-рока Kyuss.

## Представители
Музыканты
- Ален Йоханнез
- Брэнт Бьорк
- Дэйв Кэтчинг
- Тони Торней
- Ларри Лалли
- Фрэд Дрэйк
- Джон Гарсия
- Крис Госс
- Альфредо Эрнандес
- Скотт Ридер
- Джош Хомме
- Эдди Гласс
- Скотт Хилл
- Ник Оливери
- Джесси Хьюз
- Пит Шталь
- Йен Траутманн
- Марио Лалли
- Джиованни Пироззи
- Брайн О'Коннор
- Джоуи Кастильо

Группы
- Aberdeen
- Brant Bjork and the Bros
- Che
- Eagles of Death Metal
- earthlings?
- Fatso Jetson
- Fu Manchu
- Hermano
- Karma to Burn
- Kyuss
- Masters of Reality
- Mondo Generator
- Nebula
- Orquesta del Desierto
- Queens of the Stone Age
- Slo Burn
- Ten East
- The Desert Sessions
- Thin White Rope
- Throw Rag
- Unida
- Yawning Man